# Турецко-персидская война (1578—1590)
Турецко-персидская война 1578—1590 годов (тур. 1578—1590 Osmanlı-Safevî Savaşı, перс. جنگ ایران و عثمانی (۱۵۹۰–۱۵۷۸)‎; азерб. Səfəvi-Osmanlı müharibəsi (1578—1590)) — вооружённый конфликт между Османской империей и Cефевидским государством за контроль над Закавказьем.
В 1555 году османский султан Сулейман I и персидский шах Тахмасп I подписали Амасьинский договор, установивший границу между их государствами. В 1576 году Тахмасп I умер, при его наследниках страна ослабла, и султан Мурад III решил воспользоваться этой ситуацией и расширить контролируемые османами на Кавказе территории. Кампания началась летом 1578 года, сардаром был назначен Лала Мустафа-паша. В 1578 году османы восстановили крепости в провинции Карс, которые по Амасьинскому договору должны были оставаться разрушенными, вторглись на территорию Грузии, заняли Тбилиси и захватили ключевую провинцию на Кавказе — Ширван. На зиму Лала Мустафа-паша увел армию в Эрзурум, оставив бейлербеем в Ширване Османа-пашу Оздемироглу. В 1579 году Осман-паша с помощью войска крымских татар захватил Баку и удерживал его, базируясь в Демиркапы.
В последующие два года ситуация не менялась, назначенный сардаром Коджа Синан-паша торопился вернуться в столицу, получив пост великого визиря. Он инициировал письмами к шаху мирные переговоры, которые зашли в тупик, поскольку персы хотели вернуться к границам 1555 года, а Мурад III не желал отдавать Карс и Ширван. В 1583 году наступила новая фаза войны, был назначен новый сардар — Ферхат-паша. Весной в битве за Ширван Осман-паша разгромил войско Имамкули-хана, а Ферхат-паша захватил Эривань.
Следующий этап наступил в конце 1584 года, когда сардаром был назначен Осман-паша. Он прибыл на Кавказ и осенью 1585 года захватил Тебриз. Попытки шахского правительства получить помощь от других государств не увенчались успехом. После небольшой передышки в 1586 году Ферхат-паша, снова назначенный сардаром, приступил к организации нового похода, а в 1588 году взял Гянджу и Карабах. Шахское правительство понимало необходимость передышки и в 1590 году был заключен Стамбульский мирный договор, по которому Османская империя закрепила за собой Тебриз, Караджадаг, Гянджу, Карабах, Ширван, Грузию, Нихавенд, Луристан.

## Основные источники

### Официальные документы
- Османские придворные дефтеры (Ahkâm Defterleri), в которых регистрировались обсуждавшиеся на диване юридические, административные и прочие вопросы[1].
- Сборники указов (Mühimme Defterleri)[1].
- Сборники документов, собранных секретариатом дивана (Münşeat Mecmuâları)[1].

### Хроники
Османские историки оставили описание войны в своих трудах, в частности:
- Ибрагим Печеви
- Солакзаде
- Саад-эд-дин
- Кятиб Челеби
- Мустафа Наима

### Свидетельства очевидцев
С османской стороны кампания освещалась историками, принимавшими участие в кампании либо как офицеры, либо как секретари сардаров:
- Гелиболулу Мустафа Али (1541—1600), личный секретарь Лала Мустафы-паши, написал «Нусрет-наме»[1].
- Рахимизаде Ибрахим Харими Чавуш, мюнши (секретарь при дворе султана Мурада III), по заданию сардара сопровождал армию и описал события кампании в трёх трудах: «Зафарнаме-йи Хазрат Султан Мурад-хан» (Книга побед Мурада-хана), «Гонче-йи баг-и Мурад» и «Гянджине-йи фатх-и Гянджа»[1][2].
- Дал Мехмед Челеби (Асафи), личный секретарь Оздемироглу Османа-паши, написал «Шеджаат-наме»[3].
- Шараф-хан Бидлиси (1543—1601/02), курдский эмир Битлиса. Воспитанный при шахском дворе и служивший шаху, после начала войны (в декабре 1578 года) перешёл на службу Мураду III и до 1588 года принимал участие в войне на османской стороне. Описал события войны в «Шараф-наме»[4].

С персидской стороны кампанию описали
- Орудж-бек Баят, после крещения Дон Жуан Персидский (1560—1604), принимавший участие в войне как сын лидера племени баят до 1585 года и как лидер племени после смерти отца в Тебризе в 1585 году. Орудж-бек был в непосредственном окружении Хамзы Мирзы. Он написал «Историю Дон Жуана Персидского», описав события, свидетелем которых был[5].
- Искандер-бег Мунши (1560/61 — 1633/34), который с начала 1587 года служил секретарём у шаха Аббаса I и принимал участие в военных походах. Он написал «Тарих-и алем арай-и’Аббаси» («История украшателя мира Аббаса»)[6]. По мнению И. П. Петрушевского, В. В. Бартольда и Л. Л. Беллана труд Искандера-бека заслуживает доверия[7].

## Предыстория

Карта османских завоеваний в ходе Турецко-персидских войн

Граница между Османской и Сефевидской империями была установлена после войны между в 1555 году по мирному договору между османским султаном Сулейманом I и персидским шахом Тахмаспом I. Договор разделил Грузию на сферы влияния Османской империи и Сефевидского государства. Западная Армения, Западный Курдистан и Западная Грузия отошли к Османской империи, а Восточная (Персидская) Армения, Восточный Курдистан и Восточная Грузия (включая Восточный Самцхе) остались в руках Сефевидов. Османская империя получила большую часть Ирака и в Персидский залив, а персы сохранили бывшую столицу Тебриз и территории нынешнего Дагестана и Азербайджана. Провинция Карс по Амасьинскому договору должна была оставаться ничейной землей между двумя империями. Договор предусматривал, что ни одна из сторон не будет пытаться укрепить её.
В 1576 году шах Тахмасп I умер, а его наследники не отличались ни умом, ни талантами. По словам Шараф-хана Бидлиси, за год эмиры «пустили на ветер уничтожения» богатства, собранные Тахмаспом за 53 года правления. Взошедший на престол сын покойного Исмаил II начал своё правление с репрессий в отношении своих родственников, убил шестерых братьев и в 1577 году был сам убит в результате заговора. Новым шахом стал единственный выживший брат Исмаила, слабый и полуслепой Мухаммад Худабенде. Через два года после смерти Тахмаспа султан Мурад III решил, что это подходящее время для возобновления военных действий. Великий визирь Соколлу Мехмед-паша был против, он говорил об огромной стоимости такой экспедиции и о том, что, даже завоевав Иран, его невозможно удерживать. Но влияние Соколлу уже было совсем мало. В 1578 году началась кампания, сардаром в которой был назначен Лала Мустафа-паша. Лала Мустафа предложил Оздемироглу Осману-паше поехать с ним, тот согласился и прибыл в армию в Эрзурум со своим окружением из 1000 человек.

## Ход кампании. 1578 год. Сардар Лала Мустафа-паша

### Начало кампании. Осада Мгелцихе
Летом 1578 года 100-тысячная османская армия выдвинулась из Эрзурума на восток. Мустафа-паша достиг провинции Карс, которая по Амасьинскому договору должна была оставаться ничейной землей между двумя империями. Договор предусматривал, что ни одна из сторон не будет пытаться укрепить её. Мустафа-паша начал восстанавливать крепости в этом районе и оставлять в них гарнизоны. Было очевидно, что его следующим шагом станет нападение на Грузию. Токмак-хан Устаджлу, правитель Чухур-Саада, предупредил шаха о выступлении османского войска. После этого в Казвине состоялся совет и было принято решение, что сам шах не станет возглавлять армию, поскольку это ниже достоинства верховного правителя — ведь во главе османской армии стоит не султан. Поэтому официально командование было возложено на сына шаха, Хамзу Мирзу. Токмак-хан написал Амиру-хану Туркману и Имамкули-хану Каджару, предлагая присоединиться к его войску.
Два поздних источника (XVIII века) — «История Грузии» Вахушти Багратиони и анонимная так называемая «Парижская грузинская хроника» — сообщали, что кампания началась ранее. Вахушти указывает, что война началась с осады 7 августа крепости Мгелцихе. Оба источника относят к началу кампании, помимо Мгелцихе, и осаду крепости Каджисцихе. Вахушти писал, что османы за 6 дней так и не смогли взять город. В Парижской хронике обе осады описаны более подробно, причём падение Каджисцихе датировано 5 августа и тем самым сражение за неё подаётся как первое в этой войне. Другие, в том числе современные событиям, источники не упоминают эти события. Согласно османскому историку и современнику событий Ибрагиму Рахимизаде кампания началась с осады крепости, название которой он не называл, возможно, это Еникале. Согласно Ибрагиму Печеви кампания началась 9 августа 1578 года, когда османская армия выступила и захватила две крепости, названные историком Виле (Вале) и Еникале. По словам Вахушти, древние грузинские хроники не упоминали названий крепостей.
Поздние грузинские источники содержат рассказы о том, что, якобы, в 1578 году царь Георгий II разбил огромную армию, ведомую Лала Мустафой-пашой. Согласно Вахушти Багратиони это произошло у Лихской Горы.

### Путь к Тбилиси
Мустафа-паша отремонтировал форт в Карсе и занимался восстановлением крепости в Месхетии, которую Искандер Мунши называет Акеска. В это время Токмак-хан и Имамкули-хан собрались остановить османов и выступили в поход. Зная об этом от своих разведчиков, Мустафа-паша постоянно рассылал вокруг сторожевые отряды, и 9 августа 1578 года в равнине у озера Чилдыр персидское войско (30-тысячное по словам Печеви, 50-тысячное по словам Рахимизаде и 15-тысячное по мнению азербайджанского историка Эфендиева О. А.) столкнулось с одним из таких османских отрядов из 40-50 человек. Завязалась битва, османский отряд почти весь погиб. На помощь ему бейлербей Диярбакыра Дервиш-паша привёл 300—400 человек, но силы оставались неравными, персидская армия одерживала верх, самого Дервиш-пашу несколько раз сбрасывали с коня. В критический момент бейлербей Эрзурума и Осман-паша Оздемироглу подоспели на помощь. Весь день длилась рукопашная битва, поскольку из-за сильного дождя ни одна из сторон не могла применять огнестрельное оружие. Битва продолжалась и ночью до утра следующего дня. В итоге сражения кызылбаши были разгромлены, османам досталась богатая добыча. По словам свидетелей потери сефевидской армии в битве были велики, но и потери османов были значительными.

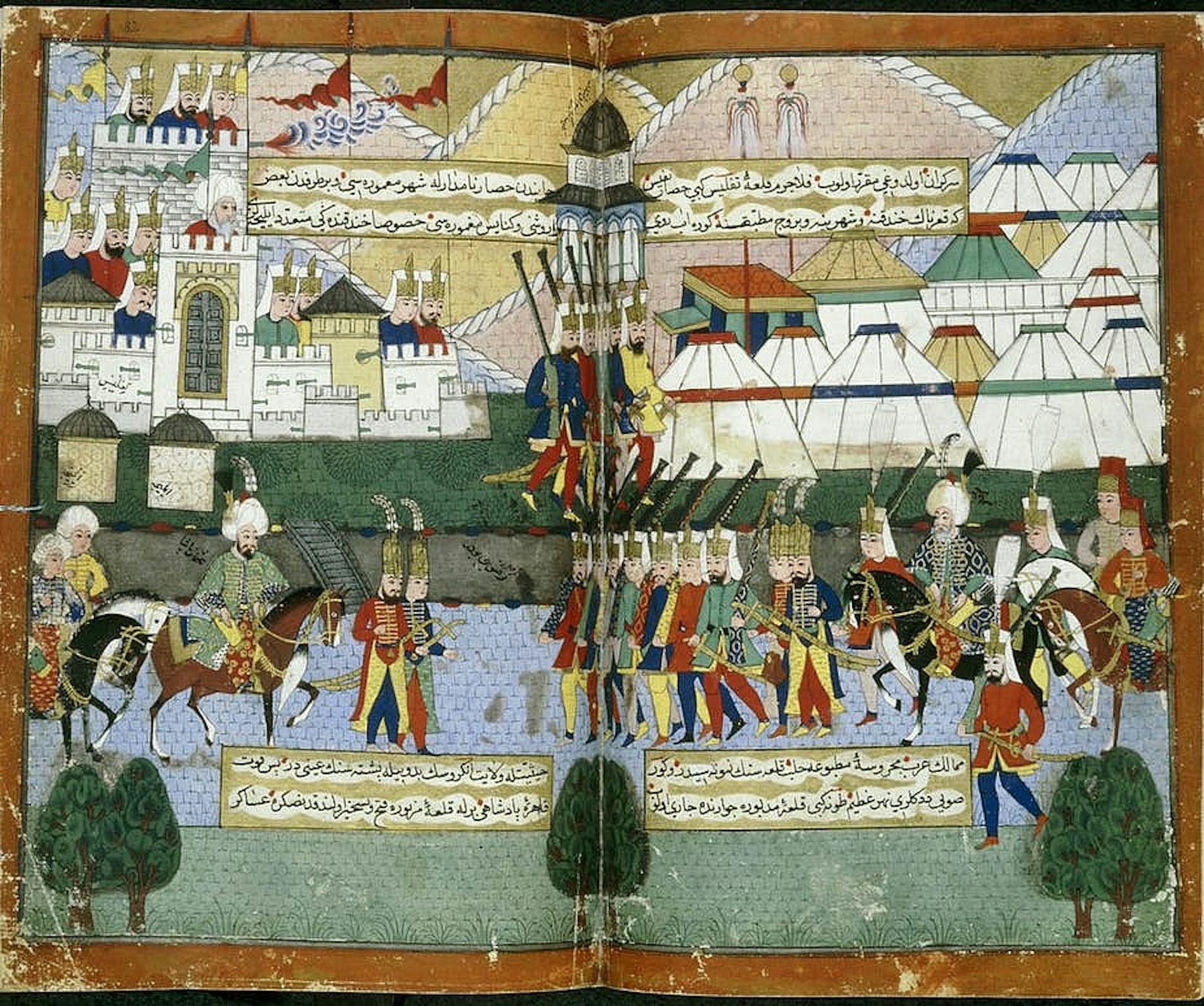
Османская амия входит в Тбилиси. Нусретнаме.

Причины разгрома крылись внутри сефевидской империи. Междоусобица между кызылбашскими эмирами привела к тому, что они не объединились. Амир-хан из-за ссоры между туркманами и устаджлу не хотел, чтобы кто-либо из членов племени устаджлу занимал какой-либо важный пост, и потому задержал своё выступление насколько мог. Победе османов способствовало и то, что курдская знать массово перешла на их сторону. Токмак-хан Устаджлу вступил в бой, поскольку ошибочно полагал, что в османской армии не более 40 тысяч человек, а когда ему стало понятно, что он вступил в бой лишь с передовыми отрядами, а сама армия намного больше, Токмак-хан начал отступать. Искандер Мунши писал, что к поражению привело высокомерие кызылбашских эмиров, недооценивавших османов.
После победы при Чилдыре путь на Грузию для османских войск был открыт. По словам Ибрахима Рахимизаде, местные правители предпочитали подчиняться сильной стороне, и сразу после битвы к Мустафе-паше прибыл фактический правитель Самцхе-Саатабаго Манучар Джакели, который выразил покорность османам. Искандер-бег Мунши писал, что в Кахетию и  Картли  Мустафы отправил ультиматум с требованием подчиниться. Османская армия без проблем прошла через горные перевалы и достигла Тбилиси, в котором правил Давид. Он эвакуировал гарнизон и сдал крепость османам. 24 августа они вступили в Тбилиси, а затем в Гори. В первый же день «Мустафа превратил две церкви этого города в мечети». После захвата Тбилиси кахетинский царь Александр II прибыл к Мустафе-паше с изъявлением покорности. Впоследствии он обеспечивал османские войска провизией и принимал участие в боях на стороне османов.

### От Тбилиси до Ширвана

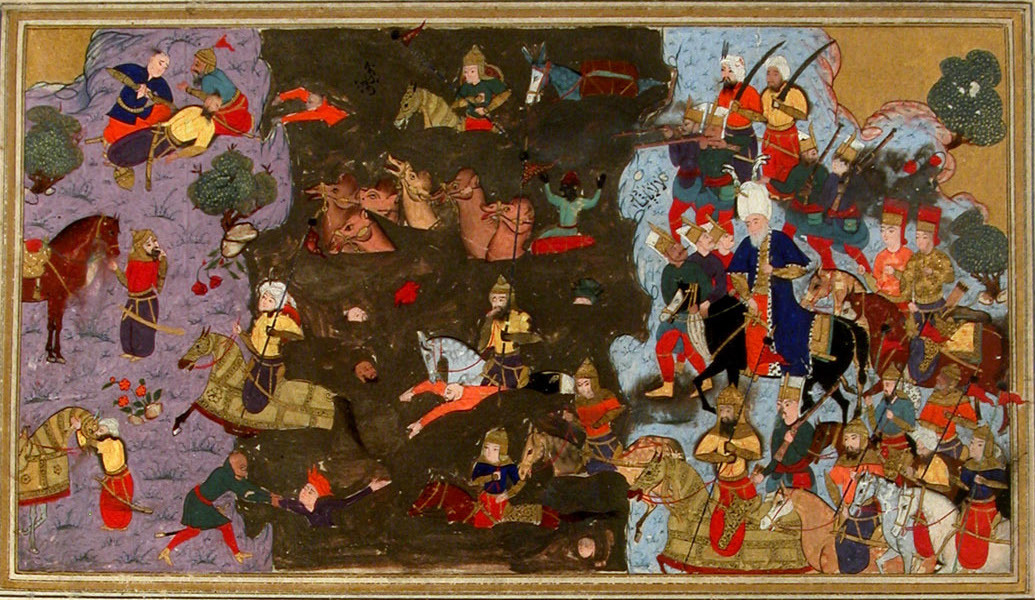
Битва на реке Канык. Шеджаатнаме

Следующая встреча османских и сефевидских войск произошла в сентябре 1578 года у местечка Коюнгечиди (Овечья переправа) у реки Канык. 8 сентября 1578 года армия Лала Мустафы-паши выступила из Тбилиси и 16 сентября прибыла в Ареш (город на территории современного Евлахского района недалеко от впадения в Куру Канык-Алазани). Путь от Тбилиси до Каныка османам дался тяжело, пришлось преодолевать болота и леса. Армия голодала, килограмм ячменя стоил шесть дукатов, а окка муки — полдуката. Лала Мустафа-паша отправил десять тысяч человек на равнины, чтобы собрать урожай, но 9 сентября они попали в засаду Токмак-хана, Амир-Хан и Имамкули-хана, которые форсировали Куру и у Коюнгечиди атаковали фуражиров. В ответ один из отрядов османов переправился через приток Куры, Габырры, и напал на сефевидскую армию с тыла. Разделившаяся на три части под командованием Османа-паши, бейлербея Алеппо Мехмеда-паши и бейлербея Дулкадира Мустафы-паши османская армия одновременно атаковала противника с трёх сторон. Кызылбаши не выдержали и обратились в бегство. Отступая к реке, они пытались перейти через мост, который не выдержал тяжести толпы и рухнул. Находившиеся на мосту утонули, а остальные либо бросились в воду и тоже пошли ко дну, либо были зарублены на берегу. Потери кызылбашской армии были огромны — кто не был зарублен, тот утонул, попавшие в плен были казнены. Лишь немногие уцелевшие после битвы укрылись в Ширване у Араса-хана Румлу, который опоздал и не принимал участия в битве.
Причинами победы османов у Коюнгечиди называют их превосходство в численности, наличие у них артиллерии и несогласованность действий кызылбашских беев. Победа открыла османам путь на провинцию Ширван, расположение которой делало её стратегически важным пунктом. После своего поражения кызылбашские эмиры рассеялись и ушли в свои города — Гянджу, Ереван, Нахичеван, где ожидали последующих распоряжений проживающего в Казвине шаха.
В Ареше Дервиш-паша и Осман-паша за неделю построили крепость, «окруженную глубоким рвом, с фортами и башнями, со складами для вооружения». Назначенному бейлербеем Ареша Гейтасу-паше оставили сто пушек и гарнизон для защиты крепости. Местное кызылбашское население подверглось преследованиям османов и местных суннитов.

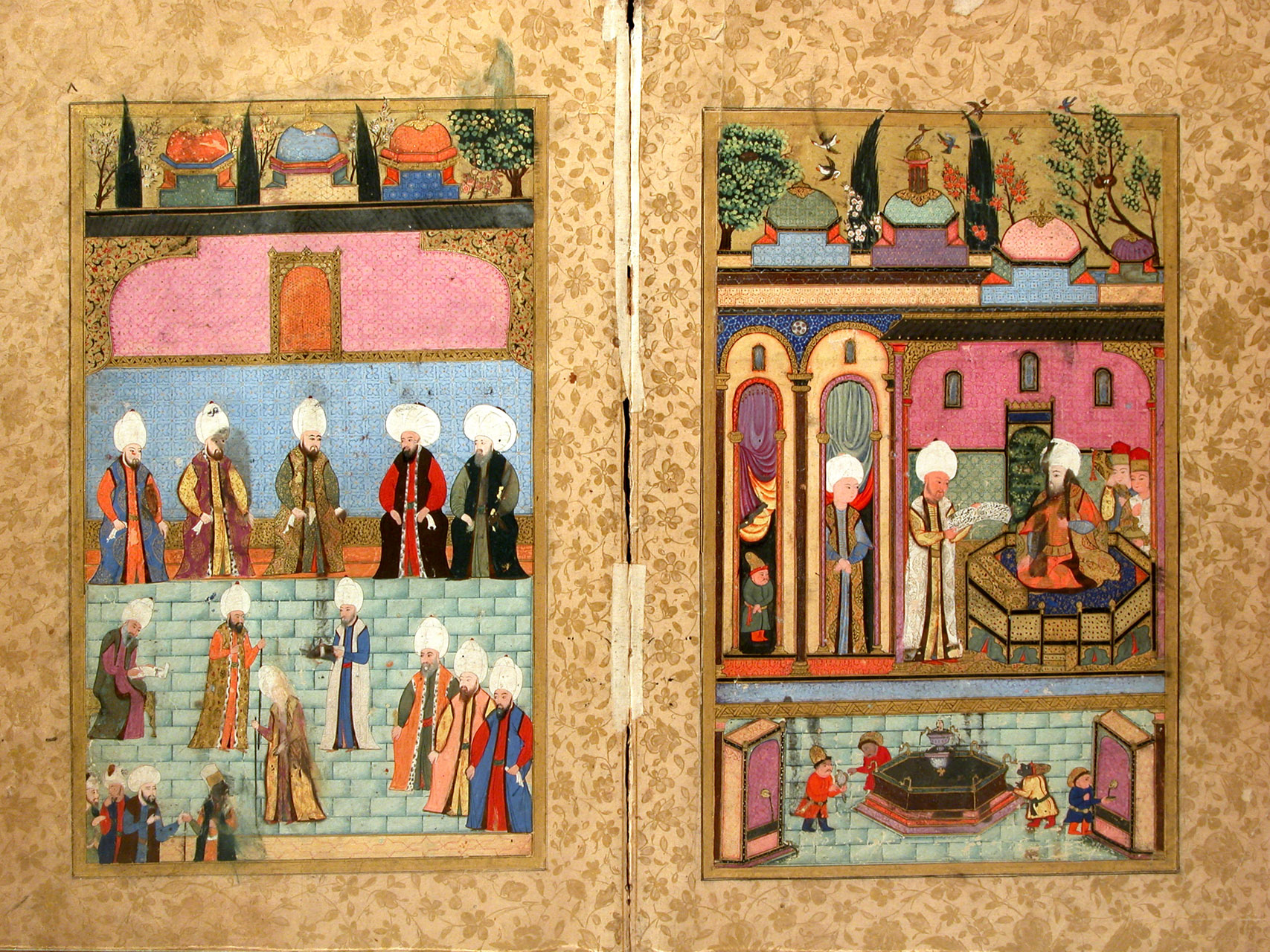
Мурад назначает Османа-пашу сардаром. Шеджаатнаме

Должность бейлербея Ширвана Мустафа-паша предложил сначала Дервишу-паше, а после его отказа — другим бейлербеям, но они отказались. Мустафа-паша пообещал, что бейлербей Ширвана получит звание визиря, и бейлербей Эрзурума выразил согласие остаться в Ширване, но почти сразу передумал, сказав, что «лучше сейчас признать себя побежденным, нежели потом прослыть предателем». Мустафа-паша уже собирался сам остаться в Ширване на зиму, но Осман-паша предложил свою кандидатуру. Этот шаг стал ключевым в его карьере. Лала Мустафа-паша увёл на зиму армию в Эрзурум, а Османа-пашу повысил до звания визиря и сардара. Перед уходом в Эрзерум Мустафа-паша провел переговоры с правителями Аварии, Кайтага, Кумуха, Табасарана и Шахрухом Мирзой из рода ширваншахов, заручившись их поддержкой для остающихся в регионе османских войск.
В крепостях расположились османские гарнизоны, а Осману-паше как бейлербею Ширвана и Дербента Лала Мустафа оставил, по словам Печеви, небольшое войско из 1000 янычар, более 60 пушек, 200 сундуков боеприпасов и полугодовое жалование для солдат. Но по словам Рахимизаде, «не было оставлено даже 1/10 части от того количества войск и казны, которое было ему обещано». Осману-паше приписываются слова: «Раз уж так случилось, у нас нет иного выхода, кроме как сражаться до самой смерти, не роняя своего достоинства и своей чести».

### Битвы за Шемаху и Ареш

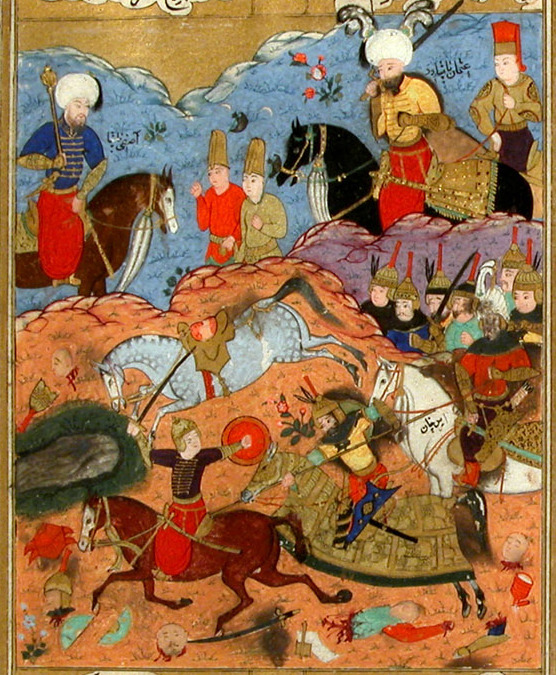
Осман-паша (справа вверху) и его секретарь Асафи в битве против Араса-хана. Шеджаатнаме

В связи с недостатком припасов Осман-паша решил напасть на Порталоглу Ахмеда, владения которого находились на противоположном от Ареша берегу Куры. Над рекой Кабур перед Арешем Оздемироглу Осман-паша велел построить понтонный мост для того, чтобы совершить набег на Карабах и Муган. Правитель Ареша, Гейтас-паша, по приказу Османа-паши перешел по мосту Куру и напал на Порталоглу Ахмеда. Часть кызылбашких воинов бежала сразу, с оставшимися состоялся бой, выигранный османами. Захватив трофеи, Гейтас-паша вернулся к Осману-паше, который сам не переходил мост, но стоял со своим отрядом на берегу, готовый вмешаться.
Чтобы укрепиться в Ширване, Осман-паша должен был либо покорить, либо победить Араса-хана Румлу, который ранее управлял этим регионом. Арас-хан успел покинуть Шемаху до прихода османской армии и выжидал на другом берегу Куры. Когда на него напал османский отряд численностью около 250 человек, он разбил его, при этом обе стороны понесли ощутимые потери. Осман-паша узнал о поражении и прибыл из Ареша, чтобы лично сразиться с Арасом-ханом. Кызылбаши прибегли к излюбленной практике — они опустошили территорию, чтобы лишить противника возможности пополнить запасы продовольствия в походе. Понимая, что без пропитания его войско не будет в состоянии сражаться, Осман-паша передумал и отложил поход на Ширван, тем более, что он получил известие о прибытии подкрепления — войска крымского хана. Весть о скором прибытии татар достигла и Казвина. Для шаха и его военачальников было ясно, что из Стамбула помощь османским гарнизонам зимой прийти не сможет. Было принято решение отправить навстречу татарам войско из 12 тысяч всадников, во главе которого номинально стоял Хамза Мирза. Осман-паша планировал дождаться татар и напасть на Араса-хана с двух сторон одновременно, однако тот неожиданно атаковал первым до прихода татар и окружил город с войском, численность которого оценивается в 20 — 25 тысяч человек. Торопливость Араса-хана имела объяснение — Хамза Мирза, сопровождаемый главными должностными лицами государства и своей матерью Махди Ульей, покинул Казвин и во главе армии направился в Азербайджан. По прибытии он собрал военный совет, на котором было решено идти в сторону Карабаха. Принц и его мать должны были стать лагерем в Кызыл-Агаче, а эмиры и визирь Мирза Салман — пересечь Куру и войти в Ширван. Узнав о приближении армии шаха, Арас-хан и эмиры Ширвана решили, что могут вызвать недовольство повелителя тем, что оставили Ширван без боя. Поэтому они решили, что до прибытия принца организуют экспедицию против Шемахи. Сражение за Шемаху началось 9 ноября 1578 года. Битва продолжалась весь день, и лишь с темнотой обе стороны прекратили сражение. Одновременно с нападением Араса-хана на Шемаху его союзники Имамкули-хан и Гейлани Эмир-хан с 10—15 тысячами воинов перешли Куру и напали на Ареш. 9 Согласно Кютюкоглу новость о нападении на Ареш пришла 9 ноября вечером, то есть сражения за Ареш и Шемаху происходили обновременно.

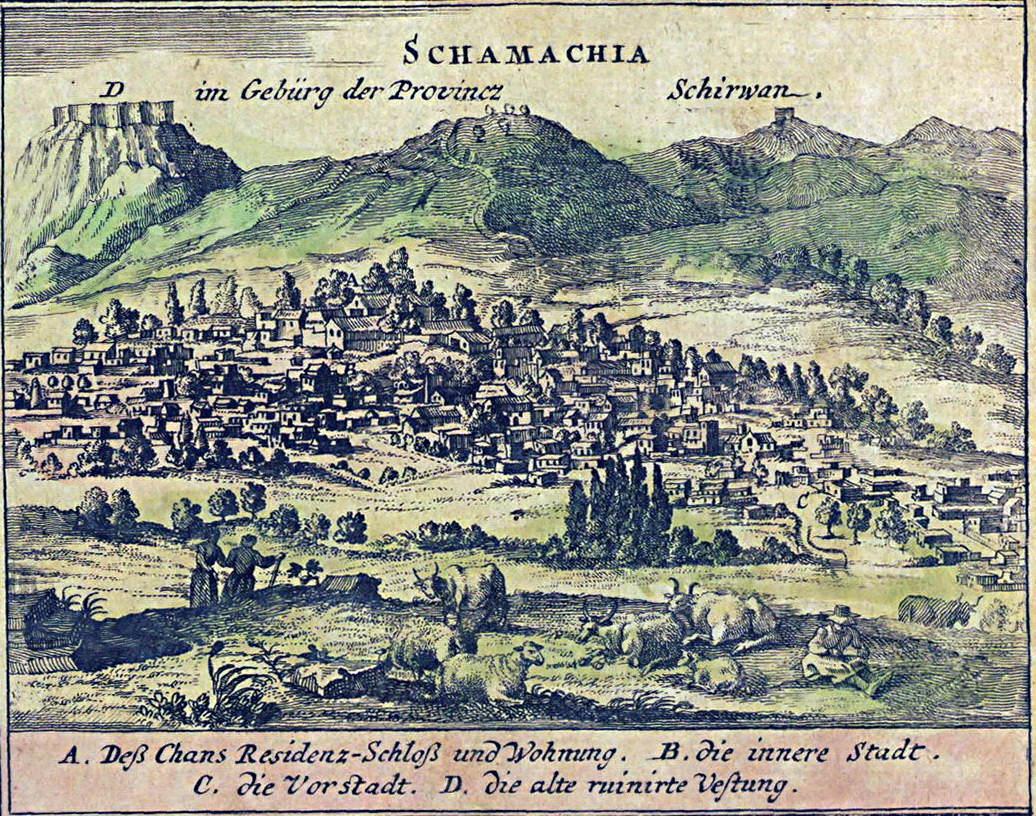
Шемаха на гравюре 1683 года Э.Кемпфера

Битва за Шемаху возобновилась утром и продлилась весь день. Гейтас-паша, санджакбей Ареша, послал гонца к Осману-паше с просьбой о помощи. Несмотря на тяжёлое положение в Шемахе, Осман-паша, по словам Рахимизаде, выслал на помощь Гейтасу-паше около тысячи воинов, которые прибыли в разгар сражения, но не смогли изменить ситуацию. Рахимизаде обвинял в поражении османов неопытность и неумелость Гейтаса-паши, но историки считают, что победу Имамкули-хан одержал благодаря своему военному таланту. Он понял, что османская артиллерия на стенах Ареша опасна и дает противнику преимущество, и поэтому, имитируя бегство, выманил Гейтаса-пашу в поле подальше от пушек. Гейтас-паша с небольшим отрядом из примерно 250 человек бросился преследовать отступающего противника, оказался в окружении и погиб в бою. Почти все османские воины либо погибли в бою, либо были забиты в городе местными жителями. Разграбив Ареш, персидские войска ушли из города и направились к Шемахе, командовал ими, согласно Рахимизаде, Имамкули-хан, а согласно Орудж-беку — Хамза Мирза. Известие о разгроме Гейтас-паши и взятии кызылбашами Ареша дошло до Осман-паши на второй день сражения за Шемаху. Осман-паша скрыл от своих подчинённых печальные новости, чтобы не деморализовать их. На правом фланге османской армии сражались правитель Шамхальства и бей Санджара Будаг; на левом фланге находился аталык Адиля Герая Мехмед-бей, прибывший раньше своего воспитанника, вместе с ним сражались грузинские вассалы османов (например, Александр Кахетинский), правители Агдаша и Садара. С противоположной стороны на помощь Арасу-хану после захвата Ареша к Шемахе прибыл со своим войском Имамкули-хан. Кызылбаши брали верх в битве, и Арас-хан мог бы одержать победу, но все изменилось, когда утром третьего дня, во вторник, через Ширванское ущелье на помощь Осману пришёл брат крымского хана Адиль Герай с которым было 15 тысяч татарских всадников. Это переломило ситуацию, 15 тысяч свежих воинов спасли османов и разгромили изнурённых битвой сефевидских воинов.
Часть кызылбашских эмиров бежали и спаслись, но Арас-хан «не мог заставить себя отступить». Он продолжал сражаться и попал в плен: «Их сардар Арас-хан, отмеченный знаком неустрашимости, и его сын Деде-хан были взяты живыми, а впоследствии казнены» (повешены). Вместе с ними Осман-паша казнил многих других пленённых сефевидских беев. Среди казнённых Рахимизаде называл и Имамкули-хана, тогда как Селаники писал, что хан утонул при бегстве. Однако это утверждения ошибочны, поскольку через пять лет Имамкули-хан участвовал в Факельной битве и в боях за Тебриз. Потери кызылбашей были огромны. Согласно Рахимизаде, удалось спастись лишь тысяче человек из всего войска. Немногочисленные уцелевшие кызылбаши укрылись в горах. Османы тоже понесли огромные потери, историки называют 8000 погибших и столько же раненых.
Шемаха сильно пострадала — по словам представителя английской торговой кампании Х. Бэрроу, добравшегося с миссией английских купцов до Баку и Дербента, она была полностью разорена, жителей в ней практически не осталось. После захвата Ширвана персидские посланники предложили Мураду III мир, пытаясь вернуться к условиям договора в Амасье.

### Пленение Адиля Герая

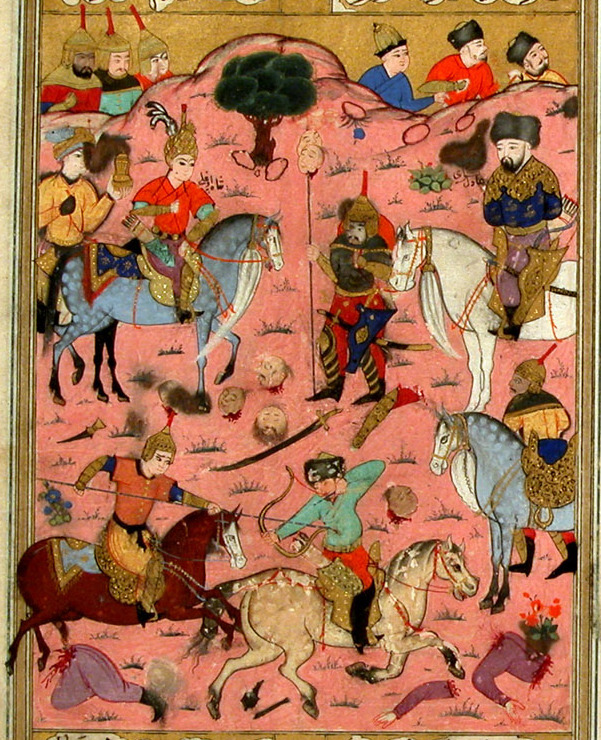
Адиль Герай сдаётся в плен Хамзе Мирзе. Шеджаатнаме

Адиль Герай и новый санджакбей Ареша Пияле-бей решили разграбить лагерь Араса-хана, расположенный на другом берегу Куры, внезапно напали на него и захватили огромное число трофеев. Печеви утверждал, что их послал Осман-паша. Историк сообщал: «Были захвачены казна Эреш-хана, 70 его красавиц-дочерей и жен и около 50 его красивых наложниц, там же был схвачен его малолетний сын».
Сефевиды собрали 80-тысячную армию, во главе которой стал наследник престола Хамза Мирза (малолетний по словам Печеви, 8-летний по словам Рахимизаде), а фактически командовал визирь Мирза Салман. По оценкам османских источников, численность армии противника составляла от 50 до 100 тысяч человек. 26 ноября 1578 года она подошла к Шемахе и три дня осаждала город. Осман-паша отправил Адилю Гераю письмо, прося бросить добычу и прибыть в Шемаху, но оно было перехвачено, и Мирза Салман принял решение отправиться навстречу татарам.
28 ноября 1578 года возле реки Агсу у местечка Моллахасан с Адиль Гераем столкнулся визирь шаха Мухаммада Худабенде Мирза Салман, двигавшийся во главе 20-тысячного войска. Адиль Герай беспечно предавался увеселениям и развлечениям, «ослепленный красотой своих пленниц», в начавшейся битве не сумел организовать отпор, и хотя он сам «ринулся в бой как разъяренный лев», татары были разгромлены. Адиль Герай и правитель Ареша Пияле-бей попали в плен.
Османские войска находились в подавленном состоянии. Осман-паша скрыл известие о поражении татар и объявил об их победе. Чтобы придать достоверности рассказу, он велел стрелять из пушек, но правда открылась и солдаты начали массово дезертировать.
Кызылбашское войско из Шемахи направилось в Ареш. После убийства османских командиров и сожжения Арешской крепости сефевидское войско возвратилось в Карабах.

## 1579 год

### Отступление в Демиркапы

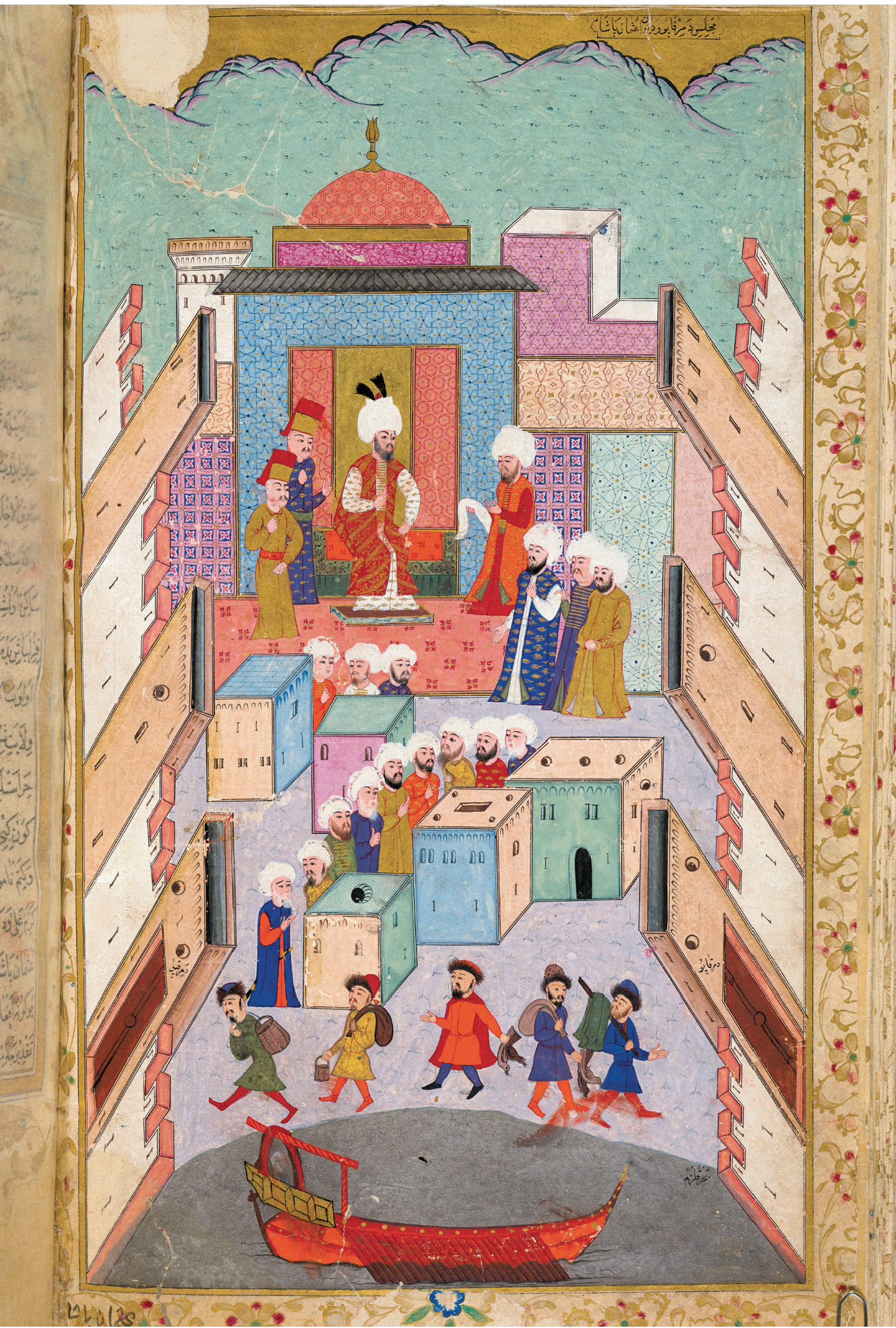
Осман-паша в Демиркапы. Нусретнаме

После пленения Адиля Герая персидское войско подошло к Шемахе. В феврале 1579 года  Осману-паше пришлось отступить и укрыться в крепости Демиркапы, поскольку он понимал, что не может удержать Шемаху со своей небольшой армией, при этом ему пришлось бросить всю свою артиллерию.
По сообщению Рахимизде, стоял мороз: «Стояли такие сильные морозы, каких не было со времен потопа Нуха. От стужи одни отмораживали ноги, другие — руки, а большинство несчастных воинов — носы и уши. Короче говоря, от обрушившихся на долю [османов] страданий и пережитого горя, а также от суровой зимы на тот свет отправилось столько людей, сколько не погибало за все время с начала восточного похода до настоящего момента. Те, кто ещё был в состоянии передвигаться сам, преодолел этот путь за 7-8 дней, остальные же, вконец истощенные, добрались до Демиркапы в течение 12 дней». Демиркапы привлекал османов не только своей неприступной крепостью, но и тем, что османы рассчитывали на помощь местного суннитского населения. Но расчёт на лояльность местного населения не оправдался. Жители города, узнав о поражениях османов, прогнали османский гарнизон, и пришедшему Осману-паше пришлось использовать «то чрезмерную лесть, то безумное насилие», чтобы попасть в крепость, после чего «непокорных и непослушных» среди населения он казнил. Эта зима была тяжёлой: морозы не спадали, люди голодали, ячмень и хлеб стоили огромные деньги, на улицах валялись незахороненные тела замёрзших и умерших от голода. Голод был таким, что пшеница и ячмень стоили до тысячи восьмисот акче за килограмм. Другую проблему составляло отсутствие денег для оплаты воинам. Осман-паша нарезал кожаные деньги и расплачивался ими с солдатами. После возвращения из похода его участники обменяли в казне кожаные деньги на новые монеты. По словам Эвлии Челеби, ещё во второй половине XVII века «в казне беев Кабарды много кожаных акче. На них вытиснено: „Султан Мурад б. Селим-хан, завоеватель Шемахи, год 986“».
Демиркапы остался единственным городом Ширвана, в котором удержался османский гарнизон. По мнению Шараф-хана Бидлиси, мать Хамзы Мирзы совершила ошибку, когда не настояла на том, чтобы прогнать османов из Демиркапы, и вернулась в Казвин, потому что засевший в Дербенте с гарнизоном Осман-паша, хотя и был отрезан от главных османских сил, продолжал тревожить кызылбашей набегами.

### Поход Мехмеда II Герая на Кавказ (1579)
Персидский шах Мухаммад Худабенде направил Мехмеду Гераю письмо, в котором обещал отпустить Адиль Герая, но крымский хан переслал это письмо султану. За то время, что письмо шаха шло в Крым и письмо хана султану, Адиль Герай был обвинён кызылбашской знатью в любовной связи с женой Мухаммада Худабенде, вследствие чего они оба были убиты. Султан призвал Мехмеда Герая отомстить за Адиль Герая и выступить с армией на помощь Осману-паше. Желая отомстить за смерть своего брата и в надежде на добычу 26 июля 1579 года Мехмед Герай с братьями выступил в поход. Вперед с 10 тысячами воинов хан отправил санджакбея Азака, Махмуда-бея, хорошо знавшего черкесские, русские и грузинские земли. Отряд Махмуда дошёл до Дербента за 74 дня, а сам Мехмед Герай прибыл позже. Осман-паша смог продержаться до его прихода в Демиркапы в октябре 1579 года, когда хан привёл орду из 40-50 тысяч человек. Рахимизаде оценивал общую численность татарского войска в 80 тысяч человек. Татары разграбили Ширван, Карабах и Гянжду, захватив большую добычу и 20-30 тысяч пленников, после чего хан вернулся в Крым. Вместо себя он оставил брата, Газы Герая, заодно обезопасив себя от присутствия последнего в Кефе.
2 ноября 1579 года, после ухода Мехмеда Герая, Осман-паша выступил из Дербента против соединенного войска местных племен кайтаков и кыпчаков, которые постоянно нападали на османов. В ущелье недалеко от Кюр Кюре богазы состоялась битва. Начал бой отряд Газы Герая из тысячи воинов, затем в сражение вступили османский отряд и артиллерия. По словам Рахимизаде, потери османов составили 200 человек убитыми, со стороны противников погибли тысячи человек, поскольку войска Османа-паши уничтожили 60-70 селений.
Османские войска были измотаны строительством цитадели в Карсе и постоянными стычками с противником. Ввиду этого, а также скорой зимы поход на юг пришлось отложить, и татары напали на Ширван. Получив донесение о прибытии татарской орды, из Тебриза навстречу османам выступил Мирза Салман во главе армии эмиров, но они опоздали — эмир Ширвана Мухаммед Халифа принял неравный бой лишь со своими силами, предпочтя смерть в бою позорному бегству. В этой битве погибло 2000 кызылбашей. Османские источники об этой стычке даже не упоминают, она известна лишь из персидских источников.
По ряду причин — опустошенность региона и, как следствие, острая нехватка продовольствия, разногласия среди кызылбашских племен, прибытие татар — армия Сефевидов не смогла выступить против Осман-паши с целью захвата Демиркапы. Никто из эмиров не пожелал взять на себя ответственность за Ширван, и армия вернулась в Тебриз. В этом году во многих частях страны был сильный голод; в Тебризе многие погибли из-за нехватки хлеба. Серьёзные трудности были и в провинциях Азербайджана. Как сообщали османские источники, татары увели в плен 20-30 тысяч жителей разорённых областей.
Голод и тяготы обострили вражду между племенами, особенно между туркманами и шамлу с устаджлу.
В 1580 году туркманы во главе с Амир-ханом вырезали в Тебризе всю знать племени шамлу. Лидер шамлу Ашкули-хан засел в Хорасане, практически отделив восток империи, и в 1581 году объявил шахом принца Аббаса.

## 1580—1582 годы. Сардар Синан-паша и попытка мирных переговоров
Когда Мурад узнал о положении на Кавказе — о захвате кызылбашами Ширвана, о бегстве Османа-паши в Дамур-Капы, о пленении Адиль Герая — он в гневе сместил Мустафа-пашу с поста сардара, назначив на это место его соперника Коджа Синана-пашу. Великий визирь Семиз Ахмед-паша умер в апреле 1580 года, и Лала Мустафа-паша на три месяца занял пост великого визиря. В августе, когда Синан-паша уже направлялся из Стамбула в Эрзурум, Лала Мустафа-паша умер и пришла очередь Синана-паши стать великим визирем. Назначая Синана-пашу сардаром, султан направлял его на помощь Осману-паше с приказом завершить завоевание Ширвана и соседних регионов. Синан достиг Эрзерума с огромной армией и намеревался поскорее завершить дела на востоке, чтобы вернуться и занять пост. Поэтому он решил добиться мирных переговоров и отправил посланника к Мухаммаду Худабенде и Мирзе Салману письмо. Первое послание Синана было вызывающим, поэтому шахский двор в Казвине отреагировал отрицательно. Синан-паша решил быть более осторожным и написал ещё одно письмо в более мягких выражениях. По словам сардара, Осман-паша сообщил османскому султану, что покорил провинцию Ширван. Синан рекомендовал визирям шаха не вступать в эту провинцию. Если шах выразит согласие по этому поводу, то Синан-паша обязывался приложить усилия для достижения мира. На этот раз шах выразил готовность к сотрудничеству.
Синан-паша прибыл в Тбилиси, но он торопился вернуться в Стамбул, чтобы занять пост великого визиря. Перед его прибытием османы подверглись нападению Симона, царя Картли. В Тбилиси Синан-паша принял царя Александра, который опять выразил свою покорность султану. На пути в Стамбул в Карсе авангард турецкого войска подвергся нападению Токмак-хана и Симона, с которыми было войско из 8 тысяч человек. Было убито 7 тысяч османских солдат, но вовремя подоспела основная часть армии. Синану-паше удалось разбить персов и грузин, он преследовал их во время их отступления, а затем головы убитых противников насадили на копья.
В 1580 году войско татар опять пришло на Кавказ и разграбило Ширван. Есть разные датировки захвата Баку. Согласно Рахимизаде, это произошло в конце октября 1579 года. Турецкий историк Чичек вслед за Искандером Мунши писал, что Осман-паша выступил из Демиркапы в 1580 году и при поддержке крымских татар взял Баку, возведя форт и оставив там гарнизон. У Моллахасана снова произошла битва татар с кызылбашами, после чего татары опять ушли в Крым, а Осман-паша опять засел в Демиркапы. Взять Баку персидские эмиры не сумели. 4 октября 1580 года английский купец Христофер Бэрроу в Дербенте наблюдал, как Осману-паше привезли казну. В деньгах паша очень нуждался, солдаты были готовы к бунту, потому что им долго не платили за службу.
Весной 1581 года в Ширван внезапно прибыли Газы Герай и Сафа Герай с татарским войском — это был третий поход крымских орд на Кавказ за эту кампанию. Персидский бейлербей Ширвана, Салман-хан, ещё не успел вторгнуться на территорию провинции и находился в лагере. Татарские разведчики обнаружили его расположение на другом берегу реки, войско переправилось через реку и неожиданно напали на лагерь кызылбашей, которые не успели ни вооружиться, ни надеть доспехи. Побросав имущество и припасы, персидские воины бежали, кто пешком, кто верхом. Небольшое количество храбрецов, посчитавших бегство позором и оставшихся сражаться (среди них был эмир устаджлу Аликули-хан Шамлу), убили в короткой схватке, а бежавшие собрались в районе Кызыл-Агача (у впадения Куры в Каспийское море). По прибытии татар Осман-паша послал османский гарнизон в Баку и укрепил крепостные стены города.
В Ширван были отправлены подкрепления с обеих сторон: Имамкули-хан к Салман-хану, а Осман-паша к татарам. Две армии встретились между Шемахой и Шабраном. Газы Герай был слишком самоуверен и придерживался низкого мнения о кызылбашах, поэтому дал им бой, не передохну́в. В ходе сражения группа каджаров отрезала его от отряда и взяла в плен. Это перевернуло ход битвы, и Сафа Герай спасся лишь с трудом. Газы Герая отправили в тюрьму в Аламут — крепость между Казвином и Гиляном. Татары вернулись в Крым, а Осман-паша перебрался из Дербента в Шемаху, укрепил там форт и продолжил управлять провинцией.
В январе 1581 года послы Мухаммада Худабенде, Максуд-ага и Шах-Кули-султан, прибыли сначала к Синану-паше в Эрзурум. Они привезли предложение заключить перемирие с сохранением границ, существовавших при Сулеймане (вернуться к условиям мира в Амасье 1555 года). Синан-паша был согласен, но не мог дать ответа за султана, он отбыл в Стамбул, куда из Персии к султану также прибыл посол, Ибрагим-хан Туркман, с дарами.
Пробыв в Стамбуле более года, уже весной 1582 года, Ибрагим-хан был приглашен к султану. Во время аудиенции он упомянул, что предложение о посольстве исходило от Синана-паши. Удивлённый султан потребовал у Синана-паши предъявить письма шаха и не обнаружил в них конкретных устраивавших его предложений. Инициатива со стороны Синана-паши разгневала его, и он снял того с должности сардара. Перемирие на старых условиях, как предлагал шах, не входило в планы Мурада III. Он настаивал на том, что контроль над Ширваном должен перейти к османам, поскольку получал донесения Османа-паши, продолжавшего удерживать Дербент и Баку. Максуд-ага безуспешно пытался объяснять султану, что «Ширван, как и прежде, занят кызылбашскими эмирами, а власть румийцев ограничивается лишь четырьмя стенами дербентской крепости».
В 1582 году Имамкули-хан с армией, по Печеви, насчитывавшей 50 тысяч человек, а также с присоединившимися беками Грузии и Дагестана выступил для отвоевания Шемахи.
Во время переговоров в Стамбул добрался гонец с письмом Осман-паши, который сообщал о ловушке, устроенной кызылбашами. Они обратились к санджакбею Ширвана Зал Мехмет-бею, уверяя, что подписан мир. Зал Мехмет не заподозрил коварства и открыл ворота, после чего был убит со своими людьми. Разгневанный султан приказал арестовать посла шаха, Ибрагима-хана.

## Ход кампании. 1583 год

### Битва за Ширван (май 1583)

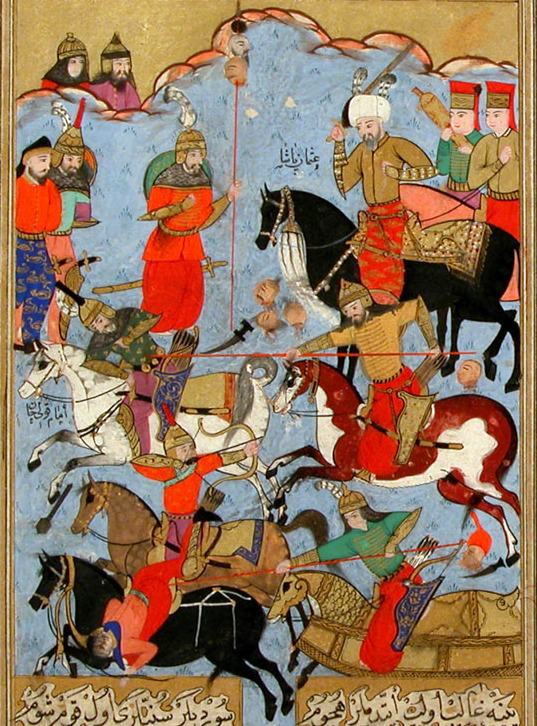
Поражение Имамкули-хана от Османа-паши на реке Самур в мае 1583 г. Шеджаатнаме

После донесения Османа-паши в Демиркапы через Крым была направлена армия Румелии под командованием Якуба-бея, губернатора Силистры. Якубу-бею было приказано в течение трех месяцев отправиться в Каффу. Когда армия прибыла в Каффу, командующим в этой экспедиции был назначен бейлербей Каффы Джафер-паша. После восьмидесятидневного марша 14 ноября 1582 года армия прибыла в Демиркапы. Таким образом, численность османского войска увеличилась, после чего Осман-паша и Якуб-бей выступили в поход с целью изгнания Сефевидов с восточного Кавказа. В апреле 1583 года в битве против 6-тысячного отряда персидской армии Якуб-бей получил смертельную рану. Узнав о смерти Якуба-бея, Осман-паша собрал воинов из Силистрии и стал их успокаивать. Воины были готовы отомстить за командира, несмотря на то, что с ними долго не расплачивались: «уже три — четыре месяца мы не просим у тебя улуфы, мы не ведём, даже ради видимости, никаких разговоров об этом и во имя падишаха и ради уважения к тебе мы миримся с этим, чего бы это ни стоило. У нас одна голова, и во имя ислама мы можем пожертвовать ею!».
После этого Осман-паша с армией выступил из Демиркапы. Он одержал одну из своих величайших побед в битве, которая называлась османами «битва с факелами» и продолжалась три дня и три ночи. Победа в этой битве позволила Осману-паше укрепиться в Ширване. После сражения паша дал армии три дня отдохнуть, прежде чем повел её в Шемаху. 6 мая 1583 года там было начато строительство крепости, которая была закончена за 40 дней. Приняв изъявление покорности от грузинских и дагестанских вельмож, Осман-паша ушёл в Демиркапы.

### Поход Ферхата-паши на Ереван (1583 год)
Летом 1583 года на Кавказ прибыл недавно назначенный бейлербеем Румелии и сардаром Ферхат-паша, а Осман-паша получил приказ Мурада III покинуть Кавказ, где сражался в течение пяти лет и одержал блестящие победы. Мурад поручил ему уничтожить Мехмеда II Герая, который с 1579 года отказывался направлять войска против персов на Кавказ. Османская армия превосходила персидскую численностью, наличием огнестрельного оружия и дисциплиной. Единственное, в чём османы уступали — у них не было кавалерии, сравнимой с кызылбашской. Этот недостаток компенсировался крымской конницей, и именно поэтому отказ Мехмеда Герая от участия в османских походах привел к походу против него самого́. Непокорного хана нужно было заменить его братом Ислямом Гераем, которого отправили с этой целью из Стамбула. 21 октября 1583 года Осман-паша передал дела новому бейлербею Джафару-паше. В это время прибыла казна, присланная из Стамбула, Осман-паша смог расплатиться с солдатами и отправился в Крым.
Ферхад-паша выступил на Ереван, сефевидский губернатор которого, Мухаммед Токмак-хан Устаджлу, оказался в сложном положении. Он призвал на помощь правителя Карабаха Имамкули-хана и правителя Иранского Азербайджана Амир-хана Туркмана, но они проигнорировали просьбу. Мухаммад Худабенде и Хамза Мирза в это время находились в Хорасане и не могли прибыть. Токмак-хану не оставалось ничего иного как договориться с османами о сдаче города. Заняв город, Ферхад-паша приказал построить крепость, сооружение которой заняло 45 дней. Крепость была возведена вокруг бывшего дворца Токмак-хана, в ней было два уровня обороны — внешняя крепость с 43 башнями и внутренняя с 8 башнями. В гарнизоне было более 5000 человек.
Зимой в Эрзуруме Ферхат-паша собрал военный совет, который принял решение начать весной поход в Грузию для того, чтобы покорить Симона, бывшего «помехой на пути в Ширван и Реван». Однако в османской армии назревало недовольство, недостаток провианта и наступающие холода сделали поход на Грузию невозможным.
По словам Орудж-бека янычары взбунтовались и были усмирены, однако опять взбунтовались во время попытки захвата грузинской крепости Алтункале. Недовольство высказывали не только солдаты, но и местное население, обложенное налогами и поборами. Ферхат-паша понимал, что необходимо перемирие, однако его мнение противоречило желанию султана вести войну. В результате Ферхат-паша был снят с должности сардара.

## Дипломатия шаха
Шах Мухаммад Худабенде был слаб и не пользовался уважением в своей стране. Государство разрывали междоусобные конфликты между племенными лидерами, не дававшие им объединиться против османов. В такой ситуации Мухаммад решил просить помощи извне. Сын шаха, Хамза Мирза, отправил в Европу посла, который от имени шаха предлагал объединиться против османского султана Мурада III. Испанский король Филипп II пообещал ежегодно отсылать 100—150 тысяч золотых дукатов, ружья и 15-20 пушек. Однако союзник и партнер Персии Венеция (воевавшая против османов ещё в союзе с Узун-Хасаном) в 1574 году заключила с Османской империей перемирие и не желала рисковать, просто пожелав шаху «самых больших успехов». Некоторая помощь поступила от царя Ивана IV.

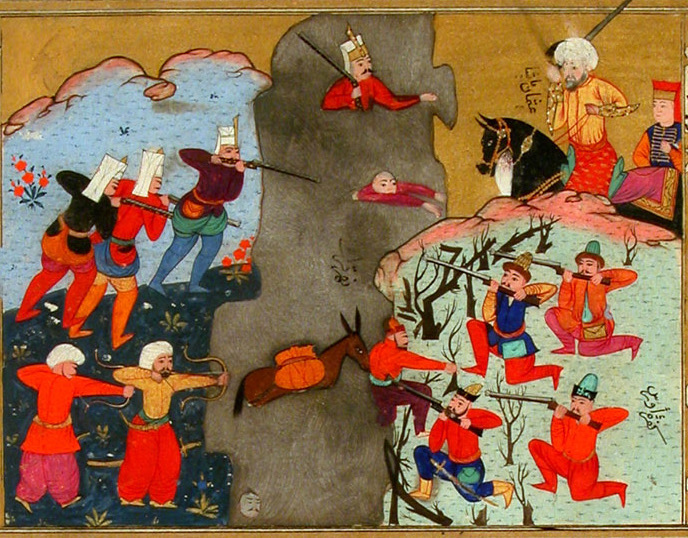
Казаки атакуют османскую армию при переправе через Терек. Шеджаатнаме

В Европе полагали, что «московиты уважаемы из-за их военной мощи против турок и связи Москвы с шахом Персии, и это представляет большую опасность для Порты». Русское государство вело Ливонскую войну, отнимавшую ресурсы, однако русский царь приказал восстановить на Тереке крепость и даже построить ещё одну — на Сунже. Воевода Л. Новосильцев «со многими людьми и с вогненным боем» был послан в Терский городок для того, чтобы чинить препятствия проходу в Закавказье османских войск и татарских отрядов. В 1588 году Ферхад-хан Караманлу передал Г. Васильчикову: «и Казы Гирей царевич [Газы Гирей, пленённый персами] мне то рассказывал, что ему лучилось приходити на государя вашего землю войною, и он государя вашего рать видел, и рать государя вашего, сказывал, збирается больши турские рати».
В 1584 году скончался царь Иван IV, на трон взошел царь Фёдор Иоаннович. В Константинополь был отправлен посол Б. Благово, от
которого великий визирь Осман-паша потребовал, чтобы терские и донские казаки не мешали османской армии (чтобы «проход был в Кызылбаши»). Осман-паша угрожал, что «султан пошлет воевать русскую землю и пошлет не только Крымских и Ногайских людей, но и Турских, и притом к Астрахани». Документы посольского приказа до 1588 года не сохранились, поэтому неизвестно, была ли оказана помощь шаху напрямую. Посол Венеции в Праге доносил, что по слухам Фёдор Иоаннович обещал персам лишь 150—200 лошадей. Его больше волновала война со Швецией и Польшей, поэтому он отказал в реальной помощи.
После потери Тебриза Хамза Мирза от имени шаха направил царю Фёдору послание с просьбой о помощи. Понимая опасность расширения Османской империи в сторону Кавказа и опасаясь за южные рубежи, в 1585 году царь отправил на Дон стрельцов. Они должны были охранять границы, если османы пойдут на Астрахань. Стрельцы, казаки и кабардинские князья не пустили черкесских князей, шедших к Осману-паше. В 1586 году казаки сорвали доставку в Демиркапы казны для выплат янычарам.
К шаху прибыл посланник папы, который обещал персам ежегодную поддержку за продолжение войны (100 тысяч дукатов и ружья). Папа пытался всеми силами создавать угрозу османским границам с востока для отвлечения сил. В энциклике 1585 года война Персии и Османской империи была объявлена «даром Божиим для христианского мира». Однако османские послы добились того, чтобы Франция и Англия согласились поддерживать Стамбул, а Испания, обещавшая постоянную поддержку пушками и оружием, забыла о своем обещании.
Единственным выходом для шаха были переговоры о мире. Ферхат-паша был сторонником мирных переговоров, но Осман-паша представлял круги, стремившиеся к войне. По мнению Османа-паши, высказанному в письме Мураду, следовало воспользоваться тем, что шах находился в Хорасане, и захватить весь Азербайджан и западный Иран. Чтобы убедить султана, Осман-паша из Дербента через Каффу отправился в Стамбул. Мурад III не принял предложения шаха о переговорах.

## Оккупация Тебриза (1585 год)

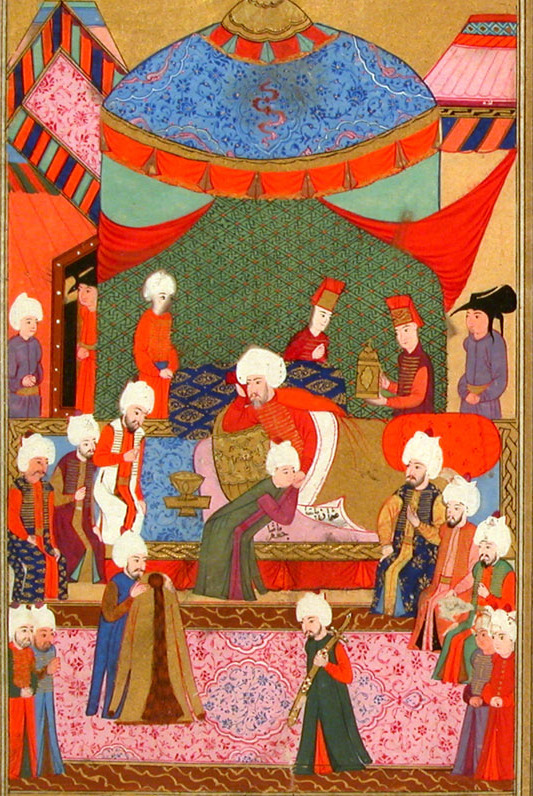
Больной Осман-паша во время похода в Иран. Шеджаатнаме

В 1584 году старший сын Мехмеда II Герая Саадет Герай выступил с ногайским войском против османского ставленника, Исляма Герая, и Алпа Герая. При помощи беев Саадет Герай захватил Бахчисарай и вступил на ханский трон. Ислям II Герай вместе с Алпом Гераем бежали в Кафу и обратились к султану за помощью. Осману-паше было поручено прекратить борьбу между ханами в Крыму. 15 октября 1584 года состоялось последнее заседание совета, на котором Осман-паша заручился одобрением султаном своих планов и на следующий день направился в Ускюдар для подготовки нового этапа войны. Он проконтролировал погрузку и отправку боеприпасов и снаряжения и 3 ноября отправился в Анатолию для зимовки в Кастамону. Оттуда Осман отправил бейлербея Боснии Ферхада-пашу в Крым из порта Синопа, а сам провёл зиму в Кастамону. Когда вопрос о Крыме был урегулирован, Мурад отправил Османа-пашу в Иран. 15 марта 1585 года пашу догнал приказ о назначении сардаром на Кавказе. По словам Ибрагима Печеви, ещё в Стамбуле султан сказал: «Имея такого, как ты, несообразно посылать кого-то другого сардаром в Иран». 4 апреля, завершив подготовку похода, Осман-паша отправился на восток, в Амасью, где встретился с бывшим сардаром Ферхатом-пашой. На пути Осман-паша делал длительные остановки, возможно, ожидая дополнительные войска. В Амасье он пробыл 22 дня, затем в Токате — 20 дней, после чего прибыл в Сивас, где к нему присоединились бейлербей Анатолии Хасан-паша с 40 тысячным войском и бейлербей Карамана Мурад-паша. В Эрзурум Осман-паша прибыл 2 августа и пробыл в городе 10 дней. Некоторые историки писали, что он был болен, и даже утверждали, что он не мог ехать верхом и из Эрзурума его везли на паланкине.

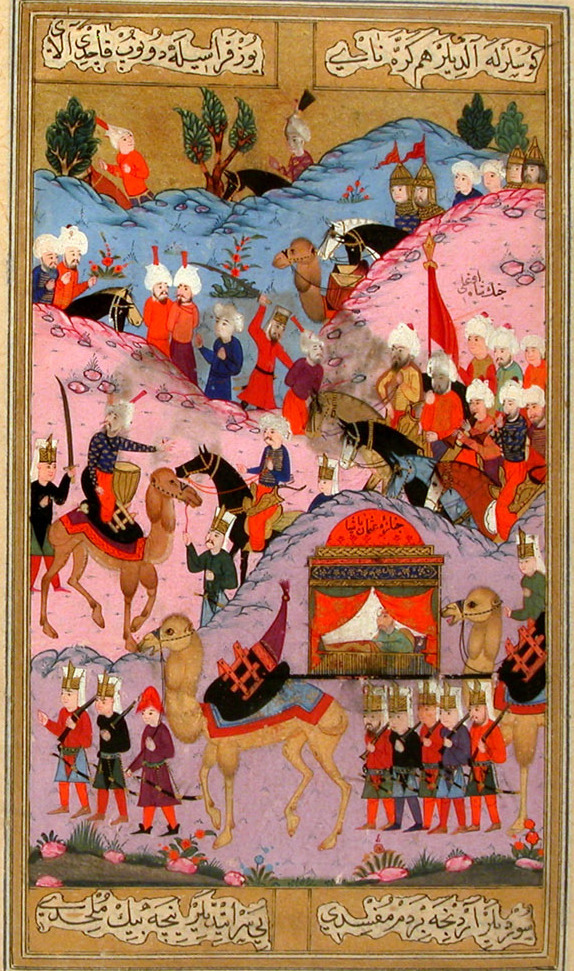
Умершего Османа-пашу переносят в паланкине, как живого. Шеджаатнаме

Орудж-бек Баят писал, что в османской армии было от 230 до 300 тысяч человек, 50 тысяч из которых Осман-паша решил распустить, как неопытных. По ходу продвижения армии в неё вливались все новые и новые войска. В сентябре 1585 года армия была в Чалдыране, где к ней присоединился Джигалазаде Синан-паша с курдскими эмирами. Здесь Осман-паша изменил планы. Если в Эрзруме он собирался идти на Нахичеван, то в Чалдыране он получил подтверждение информации, ранее переданной сбежавшим из плена Газы Гераем, об отсутствии и шаха, и Хамзы Мирзы в Тебризе. Эмиры шамлу и устаджлу поддерживали Хамзу Мирзу, но из-за этого эмиры теккелу не только не присоединились к армии, возглавляемой Хамзой Мирзой, но вместе с эмирами зулькадаров попытались провозгласить шахом его брата Абу-Талиба. Племенная борьба между шамлу, устаджлу, туркманами и текелу была на руку османам. В связи с этим Тебриз оказался более интересной целью, и армия выдвинулась в его направлении. С османской армией шла конница крымского хана Исляма Герая. По пути они разрушили несколько населенных пунктов, либо убивая, либо беря в плен их население. Уже около Тебриза Осман-паша узнал, что приближается персидская армия во главе с Хамзой Мирзой. Согласно О. А. Эфендиеву, войска Хамзы Мирзы насчитывали не более 20 тысяч человек, Селяники называл цифру 30 тысяч, Орудж-бек — 12 тысяч.
Джигалазаде Синан-паша командовал османским авангардом, на правом крыле стояли войска бейлербеев Анатолии, Сиваса и Египта, на левом фланге находились бейлербеи Румелии, Карамана и Алеппо, в арьергард Осман-паша поставил войска Эрзурума и Мараша. Османская армия превосходила по численности войска противника. Сражение длилось два дня, обе стороны понесли большие потери. Рахимизаде писал, что в случае преследования отступавших кызылбашей османы добились бы полной победы, но по словам Печеви потери османов были тоже значительны.
Жители Тебриза были поражены размерами османской армии. После нескольких стычек османы добрались почти до королевского дворца, и все уже понимали, что дальнейшее сопротивление невозможно, поэтому командующие персидскими войсками ночью покинули город. По словам Рахимизаде, жители Тебриза решили сдать город и отправили к Осману-паше посланников, прося пощадить жизни и имущество горожан, вследствие чего сардар запретил погромы и грабежи. 20 сентября 1585 года (25 сентября) Тебриз был занят османскими войсками. Войдя в город, Осман-паша обнаружил, что дворец непригоден как укрепление, и 29 сентября (или, согласно Печеви, 27 сентября) начал строительство крепости на южной стороне города, завершенной за месяц (по другим источникам — 40 или 36 дней).

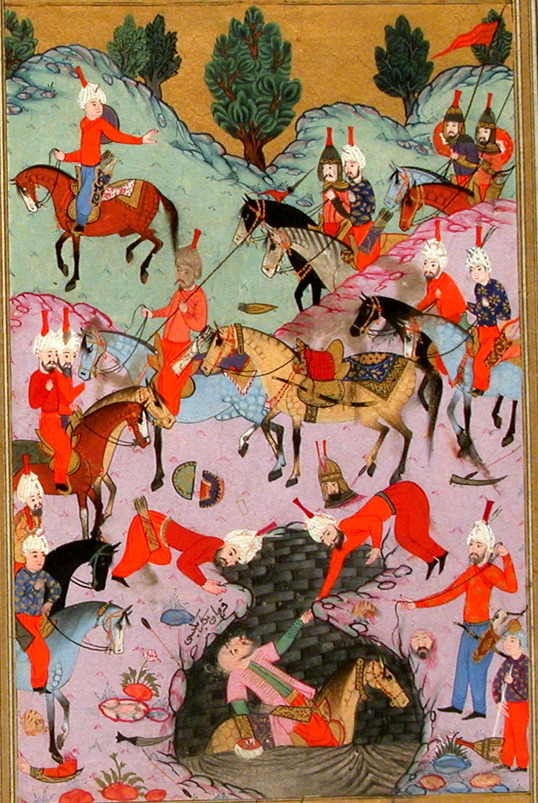
Пленение Мурада-паши. Шеджаатнаме

Болезнь Османа-паши прогрессировала в Тебризе, из-за его слабости армия распустилась. По словам Печеви, «он уже ни разу не садился на коня и не встречался с войсками». Управлять Тебризом Осман-паша поставил бейлербея Триполи Хадыма Джафара-пашу во главе гарнизона из 7-8 тысяч воинов. Османами было устроено побоище, имущество горожан было разграблено, тысячи мужчин были перебиты (по разным оценкам, погибло не менее 15—20 тысяч горожан), женщины и дети уведены в плен, но Осман-паша не захотел или же не смог предотвратить кровопролитие.
Кызылбаши не смирились с потерей города, и 15 октября в долине Тимсах состоялась схватка Хамзы Мирзы с небольшим (500 воинов) отрядом Махмуди Хасан-бея, оставленным Синаном-пашой без помощи. Весь отряд, как и Махмуди Хасан-бей, погиб. Всего за сорок или пятьдесят дней османской оккупации Тебриза, помимо ряда мелких столкновений на улицах, произошло три сражения между персидскими и османскими силами, и в каждом из этих случаев кызылбаши одерживали победу, хотя и не могли занять опять город. В плен попал даже бейлербей Карамана, Мурад-паша.
Обстановка в Тебризе была сложной для османов: Осман-паша болел, армия постоянно подвергалась нападениям персидских войск Хамзы Мирзы, ей не хватало продовольствия и фуража. Ввиду этих причин османское войско покинуло город 28 октября, оставив в нём гарнизон, и направилось в Шамб-и Газан, предместье Тебриза. Поскольку Осман-паша не мог исполнять свои обязанности сардара, он поручил охранять крепость Тебриза Джигалазаде Синану-паше. Хамза Мирза преследовал османов и захватил часть обоза. В этом бою османы понесли большие потери — погиб бейлербей Чилдыра, а бейлербей Диярбакыра Мехмет-паша и бейлербей Карамана Мурад-паша упали в колодец. Их схватили, Мехмет-паша был убит, но Мурада-пашу взяли в плен. В Шамб-и Газане в ночь с 29 на 30 октября 1585 года Осман-паша скончался. Джигалазаде Синан-паша принял командование и, собрав всех старших офицеров, спросил их совета о том, как поступить.
Персидская армия преследовала османскую. Несмотря на то, что смерть Османа-паши держалась в тайне, о ней стало известно. К Джигалазаде прибыл посланник из стана противника и передал требование о сдаче, сообщив, что дороги затоплены, а в проходах ловушки. Синан-паша решил сражаться, он неожиданно развернул войска и атаковал персов, которые смешались, отступили и сами угодили в свои ловушки, где и были перебиты.
Новый главнокомандующий османов Ферхад-паша через сорок дней вывел большую часть войска из Тебриза, оставив в цитадели гарнизон. Хамза Мирза вместе Токмак-ханом и Имамкули-ханом почти год пытался захватить крепость Тебриза, но все его атаки были безуспешны, поскольку обученный и прекрасно оснащённый пушками гарнизон отбивал все штурмы. Хамзе Мирзе пришлось отказаться от Тебриза, поскольку внутри страны он столкнулся с противодействием части племенных эмиров, объявивших в Казвине шахом его малолетнего брата. Осаду города Хамза Мирза снял весной 1586 года.

## 1586—1588 годы. сардар Ферхат-паша

### Новые переговоры. Обстановка в Сефевидской империи
Осенью 1586 года Ферхат-паша совершил поход на Тебриз, доставив гарнизону подкрепление. После османского завоевания «Тебриз — красивейший из городов мира — был настолько разорен, что в нём не осталось никаких признаков былого благоустройства». Город был разрушен и разграблен, шиитские книги были уничтожены, мечети повреждены.
В сентябре-октябре 1586 года Ферхат-паша предложил шаху перемирие на условиях признания османскими тех территорий, которые уже и так были завоёваны османами: Ширвана, Шеки, Ереван, территорий Иранского Азербайджана. Хамза Мирза, осознавая ситуацию, был готов к переговорам, но он выдвинул встречное условие — вернуть ему Тебриз. Хамза Мирза и Ферхат-паша пришли к решению послать в Стамбул одного из принцев для переговоров, но эти планы так и не были осуществлены из-за последовавшего вскоре убийства Хамзы Мирзы, павшего жертвой заговора. Новым шахом в Казвине был объявлен другой сын Мухаммеда Худабенде, Аббас.
По словам Искендера Мюнши, в то время «каждый [знатный] человек, не подчиняясь другому, по своему произволу захватывал власть, которая была ему под силу, не считая себя связанным с поведением и указом шаха». Смута внутри сефевидского государства способствовала активизации внешних врагов. Османы продолжали отвоёвывать шаг за шагом земли с запада, Синан-паша, бейлербей Багдада, привёл армию из 30 тысяч человек и захватил Нихавенд. В конце 1587 года Абдулла-хан II вторгся на территорию Хорасана, а 17 февраля 1588 года он захватил Герат в восточном Хорасане и намеревался захватить и запад Хорасана, где находился Аббас. Али Кули-хан, пытавшийся оказать сопротивление Абдулле, ждал помощи, но Аббас понимал опасность вести войну на два фронта и решил уйти в Казвин.
Джафар-паша, оставленный в 1585 году Османом-пашой охранять крепость Тебриза, захватил Сераб, а города Ордубад, Маранд, Дизмар, Зунуз, Гяргяр получил свой контроль без боя, поскольку правитель Карадага Шахверди-хан перешёл к османам. Правительство Аббаса решило пойти на мирные переговоры на условиях, которые хотел согласовать ещё Хамза Мирза. Весной 1587 года Аббас предложил султану послать в Стамбул для переговоров одного из сефевидских принцев, однако Мурада III уже не интересовало перемирие. Он планировал новый поход на Кавказ и поэтому стремился покорить бунтующих грузинских князей. Бейлербеи Чылдыра и Карса совершили рейд против Манучара, которого называли не иначе как «изменником», а затем предложили сдаться Казак-хану, обещав помилование. 27 августа Казак-хан явился к Ферхату-паше, который одарил его ценным оружием и поставил управлять эялетом, созданным из его наследных земель с центром в Акчекале. Политика привлечения на свою сторону местных правителей приобрела большое значение.

### Поход Ферхада-паши на Гянджу (1588—1589 годы)

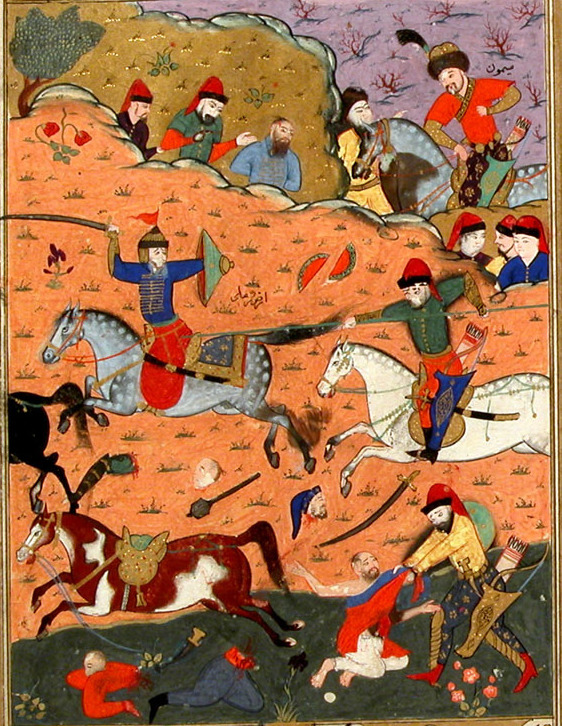
Нападение Симона на османский отряд. Шеджаатнаме

Ферхат-паша во главе 100-тысячной армии выступил из Эрзрума и 2 августа 1588 года подошел к Куре в районе крепости Акчекале, где разбил лагерь. Перед наступлением на Гянджу он решил доставить гарнизону Гори боеприпасы и казну и отправил туда отряд во главе с бейлербеями Эрзрума, Халеба и Акчекале. В пути они подверглись нападению войск Симона, но смогли отбиться. После возвращения отряда вся армия 22 августа 1588 года подошла к Гяндже.
Правитель Гянджи Зиядоглу Каджар, получив заранее донесения о подходе османской армии понял, что не сможет противостоять ей, и ушёл из города, оставив её османской армии без боя. Войдя в город 24 августа, Ферхат-паша приказал построить крепость, работы над которой длились 43 дня. Покинув Гянджу, Зиядоглу объединил свои силы на берегу реки Араз с силами лидера устаджлу Токмак-ханом. Их целью было отвоевание Гянджи. Они собирались атаковать город, но 30 сентября османы опередили их и напали первыми. 30-тысячная османская армия разгромила противника, треть каджаров утонула после боя при переправе через Араз, а их имущество стало добычей османов. Расправившись с каджарами, Ферхат-паша догнал Токмак-хана и разгромил его. В октябре, когда Ферхад-паша отводил армию обратно в Эрзурум, к нему прибыли с хараджем грузинские правители.
В 1588—1589 годах военные действия были приостановлены. После потери Гянджи и начала боевых действий на востоке правительство Аббаса понимало, что перемирие с османами является жизненно необходимым. В Стамбуле стремились к переговорам по другим причинам — война слишком затянулась, Ширван и Тебриз и так уже были захвачены, удержание завоеванных территорий обходилось дорого, снабжение крепостей было затруднено, гарнизоны бунтовали.

## Мирный договор (1590 год). Итоги
Шах Аббас хотел развязать себе руки для подавления внутренней смуты, укрепления центральной власти и борьбы с Абдуллой-ханом. В 1589 году шах лично написал письмо Ферхату-паше, инициируя переговоры и предлагая отправить заложником к султану своего племянника. Послом Аббас назначил Кара Хасан-хана, женой которого была одна из племянниц шаха. 15 октября 1589 года Ферхат-паша по поручению султана встретил принца и посла в Эрзуруме, а в середине января 1590 года Ферхат-паша, послы и заложник прибыли в Стамбул. Итогом состоявшихся переговоров стал подписанный 21 марта 1590 года Стамбульский договор. Его текст составил шейх-уль-ислам и первый османский официальный историограф, Саад-эд-дин-эфенди. По этому договору персидская сторона обязывалась:
1. запретить теберра — официально произносимые поношение и проклятия в адрес трех первых халифов пророка Мухаммеда: Абу Бакра, Умара и Усмана, а также жены пророка, «матери правоверных» Айши;
2. признать османскими владениями области, завоеванные до 21 марта 1590 года (Тебриз, Караджадаг, Гянджу, Карабах, Ширван, Грузию, Нихавенд, Луристан), не нападать на них, не разорять их и не допускать никаких действий, противоречащих мирным отношениям;
3. после заключения договора не предоставлять убежища и не оказывать покровительства лицам, повинным в мятежах.

Полученную в результате этого договора мирную передышку шах Аббас использовал для разгрома узбеков, укрепления своей власти и создания регулярной армии.

## Комментарии
1. ↑  Крепость Мгелцихе расположена в излучине Куры на территории Турции на границе с Грузией, в переводе с грузинского Мгелцихе означает «волчья крепость». Сейчас она называется Курткале[англ.], что  имеет то же значение на турецком языке
2. ↑  Лета Христова 1578, грузинского 266, августа 7 дня подошел Лала-паша с войском к Мгелцихе, 6 дней бился и не смог взять. А из крепости Каджи убивали многих османов[14].
3. ↑  7-го августа, в четверг, войско хондкара и Лала-паша подступили к Мгелцихе. Сразились. До вторника защитники крепости воевали ежедневно. Гогоришвили Роин и брат его — Бэри Эрушнели и племянник Зураб с помощью Бога и подданных обратили их вспять, крепость осталась за нами, и наше войско одержало победу. В пятницу, 5-го августа 118, урумы отняли у нас крепость Каджис-цихе, Вели и Тетри-цихе. Защитники Каджис-цихе были полностью перебиты[15].
4. ↑  лета Христова 1578, грузинского 266. 
В этом же году выступил Лала-паша и сей Лала-паша из Тбилиси прислал войско для захвата Имерети. Прошли они Картли. Узнав об этом, царь Гиорги выступил с войском немедленно и перекрыл Лихскую гору и подошли османы и начали имеры биться из укреплений и убивали многих османов. Затем османы были побеждены и истребляли их имеры, захватили добычу премногую и вернулся царь Гиорги в Кутатиси с победой[18].
А когда во время прихода Лала-паши царь Гиорги разбил османское войско и потом картлийцы [истребили османов], пришел теперь Синан-паша на Картли[19].
Сомхитцы причинили много вреда [туркам]. Лала паша направил войска, двинулись к Картли. Но преградили им дорогу имеретины и жестоко их перебили.
Второй раз оказался Эрекле, сын патрона Арчила, в бою зажатым в кольце, но он одержал победу. Великолепно сражался. Под ним была убита лошадь. Шестнадцать стрел попало в шлем, до сорока — [в кольчугу], но не смогли пробить ни шлем, ни кольчугу. Одна сабля ударила по кинжалу, и сломалась рукоятка кинжала. Тяжело были ранены шесть азнауров. Победа осталась за Эрекле, обратили в бегство татар, большинство было перебито и уничтожено.
1-го сентября имеретины сразились и одержали победу, а картлийцы и Эрекле сразились и полностью перебили [их] 10-го сентября.[15].
5. ↑  По словам Орудж-бека это была та же армия, которая взяла Ареш[51].
6. ↑  Упоминание об этом есть у Шараф-хана Бидлиси, Томаса Минадои (1545-1618), Орудж-бека Баят, Ибрагима Печеви.
7. ↑  Он исполнял обязанности великого визиря, однако так и не был возведён в должность.